# Delphacodes colocasiae
Delphacodes colocasiae är en insektsart som först beskrevs av Matsumura 1932.  Delphacodes colocasiae ingår i släktet Delphacodes och familjen sporrstritar. Inga underarter finns listade i Catalogue of Life.